# Шпиківський район
Шпи́ківський райо́н — колишній район Тульчинської і Вінницької округ, Вінницької області.

## Історія
Утворений 7 березня 1923 з частин Шпиківської, Печарської, Рахно-Лісівської і Мурафської волостей з центром у Шпикові у складі Тульчинської округи Подільської губернії.
1 липня 1930 року Тульчинська округа розформована, район перейшов до Вінницької округи.
15 вересня 1930 після скасування округ підпорядковується безпосередньо Українській РСР.
Розформований 3 лютого 1931 року з віднесенням території до складу Брацлавського району.
Відновлений 15 червня 1933 як складова частина Вінницької області.
7 червня 1946 село Кічмань перейменовано на Ярове і Кічманівська сільська рада на Ярівську.
20 червня 1959 року:
- Великовулизька і Маловулизька сільські ради об'єднані в одну Великовулизьку сільську раду з центром в селі Велика Вулига.
- Юліямпільська, Левковецька і Зведенівська сільські ради об'єднані в одну Юліямпільську сільську раду з центром в селі Юліямпіль.
- Юрківська і Луко-Жабокрицька сільські ради об'єднані в одну Юрківську сільську раду з центром в селі Юрківка.

20 грудня 1961 село Шпиків віднесено до категорії селищ міського типу, а сільська рада стала селищною радою.
Ліквідований 30 грудня 1962 року з передачею території до Тульчинського району.